# 3372 Bratijchuk
3372 Bratijchuk је астероид главног астероидног појаса са средњом удаљеношћу од Сунца која износи 2,694 астрономских јединица (АЈ).
Апсолутна магнитуда астероида је 12,3.